# Adruzilo Lopes
Adruzilo Lopes é um piloto de automóveis nascido a 16 de Outubro de 1962 em Regilde, Felgueiras . No seu historial contam-se 3 títulos de campeão nacional de ralis (1997, 1998, 2001) e 2 de campeão nacional F2. Nos últimos anos da sua carreira, conquistou dois títulos do Agrupamento de Produção (Subaru Impreza) e um do CPR2 (Renault Clio R3) ao volante de veículos da equipa ARC Sport bem como 1 título de campeão nacional em GT's.